# Forschungsanstalt Geisenheim

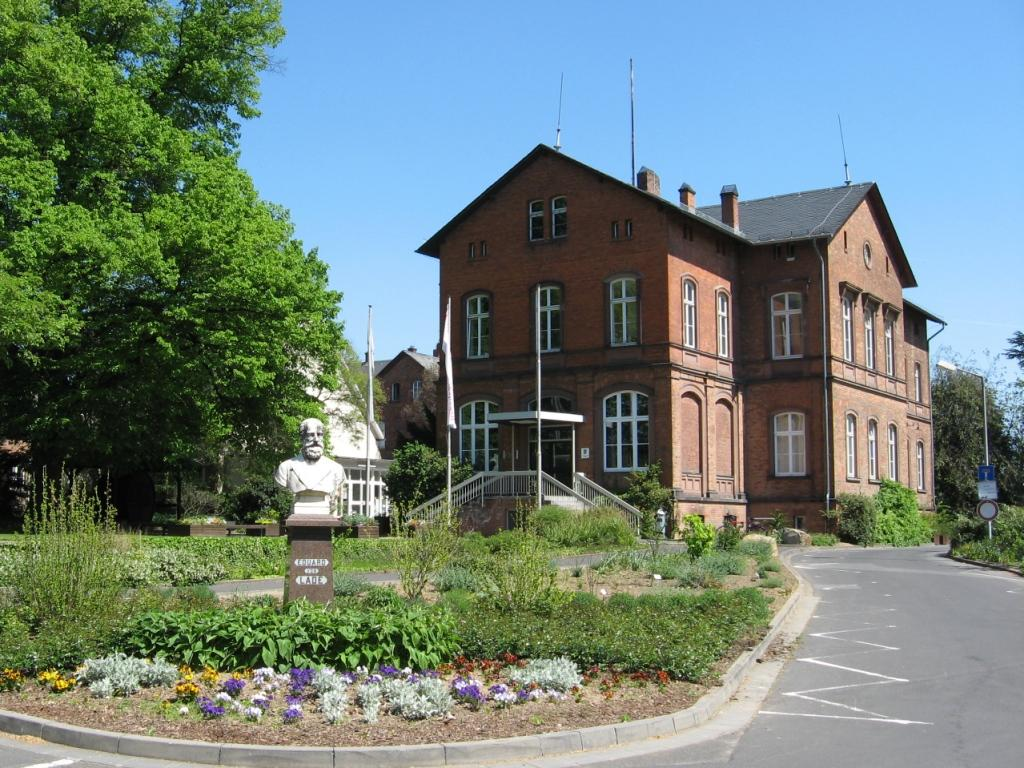
Denkmal „Eduard von Lade“ (v. l.) und Hauptgebäude der Forschungsanstalt Geisenheim (h. r.)

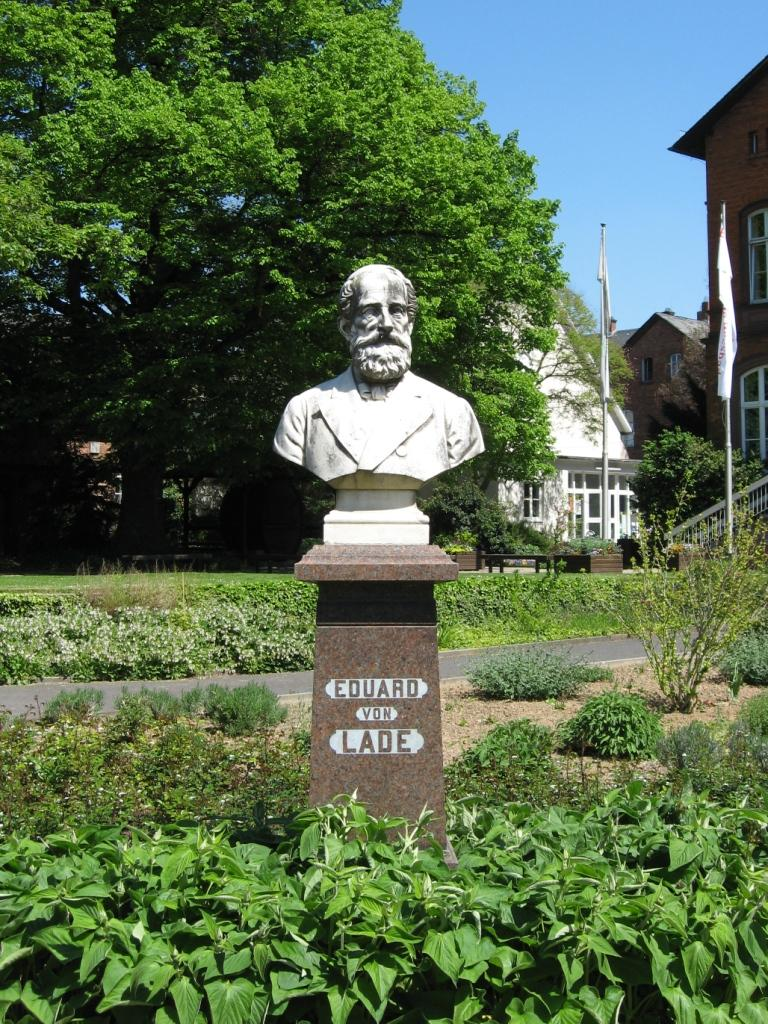
Denkmal des Gründers der FA Geisenheim „Eduard von Lade“

Die Forschungsanstalt für Garten- und Weinbau in Geisenheim/Rheingau wurde 1872 von Freiherr Heinrich Eduard von Lade als damals Königliche Lehranstalt für Obst- und Weinbau zu Geisenheim gegründet. Aufgaben der Forschungsanstalt waren anfangs die Forschung – vor allem in den Bereichen Weinbau und Pomologie (griechisch: Lehre des Obstbaus) – sowie die Organisation eines Studiums im Garten- und Weinbau in Geisenheim. 1972 wurden Forschung und Ausbildung institutionell getrennt. Die Forschungsanstalt nahm weiterhin Aufgaben der Forschung in den Bereichen Garten- und Weinbau sowie Getränketechnologie wahr, während die Hochschule RheinMain in enger Kooperation mit der Forschungsanstalt den Fachbereich Geisenheim mit seinen zehn Studiengängen und ‑richtungen unterhielt.
Finanziert wurde die Forschungsanstalt Geisenheim neben der Einwerbung von Drittmitteln bis 2011 durch die Länder Hessen und Rheinland-Pfalz, die in einem 1987 geschlossenen Staatsvertrag Betrieb und Finanzierung der Forschungsanstalt regelten. Nach Kündigung des Staatsvertrags durch Rheinland-Pfalz im Juni 2010 übernahm das Land Hessen ab 2011 die alleinige Finanzierung. Zum 1. Januar 2013 erfolgte die Zusammenlegung der Forschungsanstalt Geisenheim mit dem Fachbereich Geisenheim der Hochschule RheinMain und die Gründung der Hochschule Geisenheim.

## Geschichtlicher Überblick

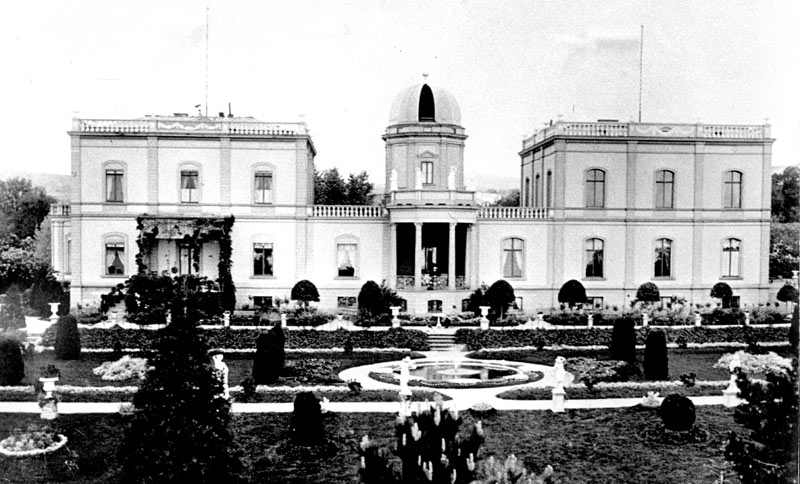
Villa Monrepos mit Parkanlage – Aufnahme von 1887

1872 wurde dank der Bemühungen Eduard von Lades per Dekret die Königlich Preußische Lehranstalt für Obst- und Weinbau gegründet. Eduard von Lade wurde 1817 in Geisenheim als Sohn eines vermögenden Weinhändlers geboren. Mit Export-, Bank- und auch Waffengeschäften im In- und Ausland erwarb er ein beträchtliches Vermögen und konnte sich bereits mit 44 Jahren 1861 in Geisenheim zur Ruhe setzen. Er ließ dort das Monrepos, einen luxuriösen Landsitz im klassizistischen Stil samt ausgedehnten Parkanlagen, in der Nähe des Rheinufers errichten. Hier widmete er sich fortan seinen privaten Interessen, zu deren wichtigsten der Obstbau und die Züchtung neuer Obstsorten gehörten.
Dem preußischen König Wilhelm I. sowie Reichskanzler Otto von Bismarck soll er mehrfach Kisten mit ausgewählten Äpfeln und Birnen samt der Bitte, in der für den Obstbau bevorzugten Gegend Geisenheims eine „pomologische Hochschule“ gründen zu dürfen, gesendet haben. Nach einigen Jahren war er damit dann 1872 erfolgreich. In unmittelbarer Nähe zum Monrepos wurde Gelände erworben und Gebäudeanlagen, teils mit Geldern aus den Reparationszahlungen aus dem Deutsch-Französischen Krieg 1870/71, errichtet.
Den Park schuf Heinrich Siesmayer. Direktor war seit 1879 Rudolf Goethe. Schnell entwickelte sich Geisenheim zu einem Zentrum für angewandte Forschung im Weinbau, im Obstbau und auch der Gartenkunst. Der Botaniker, Biologe, Phytopathologe, Züchter und Dozent Hermann Müller war erster Leiter der pflanzenphysiologischen Versuchsstation in Geisenheim. Hier züchtete er Ende des 19. Jahrhunderts auch die neue Weinrebsorte Müller-Thurgau (heute teilweise Rivaner genannt), allerdings nicht, wie oft falsch zu lesen ist, als Kreuzung aus Riesling und Silvaner. Nach einigen Jahren wurde der Lehr- und Studienbetrieb aufgenommen und bereits 1894 gründete sich in Geisenheim die Vereinigung Ehemaliger Geisenheimer, eine der ältesten Alumniverbindungen Deutschlands.

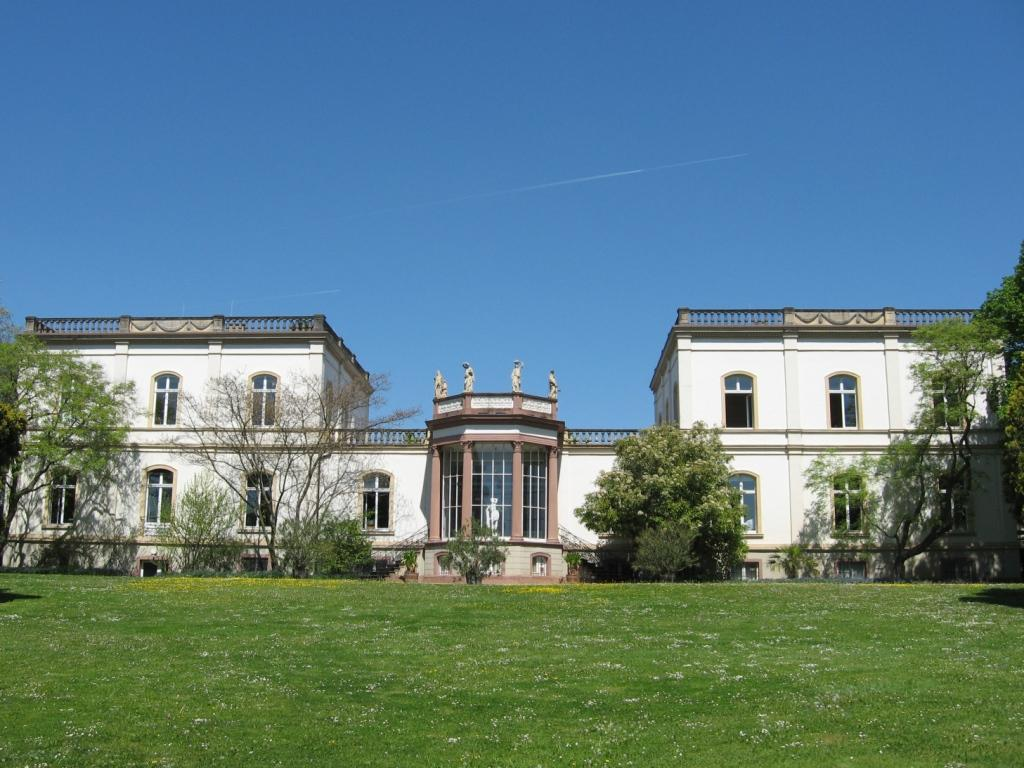
Villa Monrepos mit Parkanlage heute

Die beiden Weltkriege wirkten sich unterschiedlich stark auf den Forschungs- und Lehrbetrieb der Forschungsanstalt aus. Konnte man nach dem Ersten Weltkrieg auf dem unbeschädigten Anstaltsgelände noch relativ schnell am Arbeitsbetrieb der Vorkriegsjahre anknüpfen, bedeutete der Zweite Weltkrieg eine deutliche Zäsur im Wirken der Forschungsanstalt. Bereits 1941 wurde der Lehr- und auch weitestgehend der Forschungsbetrieb eingestellt. Bei Bombenangriffen kamen Mitarbeiter der Forschungsanstalt ums Leben und Gebäude und Versuchsflächen wurden teils stark zerstört.
Nach dem Krieg wurde die Arbeit wiederaufgenommen, nun als Behörde des neu gegründeten Bundeslandes Hessen. In den 1950er bis 1970er Jahren war Geisenheim wieder eines der wichtigsten Forschungs- und Ausbildungszentren für Gartenbau in Deutschland. Einmalig in Deutschland war auch das Studium des Weinbaus in Geisenheim – bis heute kann in Deutschland Weinbau (Önologie und Kellerwirtschaft) nur in Geisenheim am dortigen Fachbereich der Fachhochschule Wiesbaden studiert werden.
Ein weiterer wichtiger Einschnitt war die Trennung von Forschung und Lehre. 1971 wurde die Fachhochschule Wiesbaden gegründet und die Forschungsanstalt gab die Studiengänge Gartenbau, Weinbau und Landespflege an die neu gegründete Fachhochschule mit ihrem „grünen“ Studienort Geisenheim ab. Die Forschungsanstalt Geisenheim nimmt seither nur noch Forschungsaufgaben wahr, ihre Wissenschaftler sind aber teils weiterhin als Dozenten an der Fachhochschule im Lehrbetrieb aktiv.
1997 beging die Forschungsanstalt Geisenheim ihr 125-jähriges Jubiläum. Seit dem Ende der 1980er Jahre wurden die Baulichkeiten (Gewächshäuser, Laborgebäude, Hörsäle) modernisiert bzw. komplett neu errichtet; ein Prozess, der erst in den nächsten Jahren abgeschlossen sein wird.
Mit dem Beginn des 21. Jahrhunderts wurden die starren Organisationsstrukturen der Forschungsanstalt Geisenheim, die eine dem hessischen Ministerium für Wissenschaft und Kunst direkt nachgeordnete Forschungseinrichtung ist, langsam aufgelöst. Mittlerweile wird an fünf Instituten mit insgesamt 13 Fachgebieten in wissenschaftlichen Projekten interdisziplinär zusammengearbeitet, so beispielsweise zu Themen der grünen Biotechnologie (Hypersensitivitätsfragen, Resistenzzüchtung), zu weinbaulichen Fragen, zu zukunftsorientierten Technologien und zu Fragen der Inneren Qualität und Wertgebenden Inhaltsstoffen im Wein-, Obst-, Gemüse- und Zierpflanzenbau.
Zum 1. Januar 2013 wurde die Forschungsanstalt Geisenheim mit dem Fachbereich Geisenheim der Hochschule RheinMain zusammengelegt und bildet seit diesem Zeitpunkt die neue Hochschule Geisenheim. Die Hochschule Geisenheim ist die 13. Hochschule in Hessen und die erste Hochschule des „neuen Typs“ in Deutschland, wie sie der Wissenschaftsrat in einem Grundlagenpapier von 2010 gefordert hat. Damit sind erstmals seit 1972 wieder Lehre und Forschung in Geisenheim in einer Institution vereint.

## Verwaltungsstruktur
Die Forschungsanstalt war eine dem Hessischen Ministerium für Wissenschaft und Kunst direkt nachgeordnete Forschungseinrichtung. Sie wird von einem Direktor geleitet, der wiederum von einem Direktorium bei seiner Arbeit unterstützt wurde. Ein Verwaltungsrat unterstützt den Direktor bei der Kommunikation mit den zuständigen Ministerien und Dienststellen. Ein Kuratorium beriet die Forschungsanstalt bei grundlegenden Dingen wie zum Beispiel dem Haushaltsplan oder dem Forschungsprogramm. Seit 2007 gibt es zusätzlich einen Wissenschaftlichen Beirat. Aufgrund der Mitte 2010 erfolgten Kündigung des Staatsvertrags durch Rheinland-Pfalz wurde es ab 2011 zu Veränderungen der Rechtsform und der Verwaltungsstruktur der Forschungsanstalt geben.

### Direktor und Direktorium
Direktor der Forschungsanstalt war ab 1. April 2009 Hans Reiner Schultz. Er ist Nachfolger Klaus Schallers, der seit 1988 der Forschungsanstalt vorstand. Das dem Direktor zur Seite stehende Direktorium besteht aus den Leitern der fünf Institute (Weinbau und Rebenzüchtung, Oenologie und Getränkeforschung, Gartenbau und Landschaftsbau, Biologie sowie Betriebswirtschaft und Technik). Ebenfalls zum Direktorium gehören ein Vertreter des wissenschaftlichen Personals sowie – mit beratender Stimme – der jeweilige Präsident der Hochschule RheinMain und der Verwaltungsleiter der Forschungsanstalt.
Das Direktorium befasst sich mit Themen wie Personal-, Investitions- und Haushaltsfragen sowie der Koordinierung von Forschungsvorhaben und -entwicklung.

### Verwaltungsrat
Der Verwaltungsrat beriet den jeweiligen Hessischen Minister für Wissenschaft und Kunst in allen grundsätzlichen Angelegenheiten der Forschungsanstalt. Hier werden auch für die Forschungsanstalt wichtige Entscheidungen getroffen wie zum Beispiel die Genehmigung von Entwürfen des Haushaltsvoranschlages, des Investitions- und des Forschungsprogrammes der Forschungsanstalt.
Er bestand aus dem Hessischen Minister für Wissenschaft und Kunst als Vorsitzenden und dem Landwirtschaftsminister als Stellvertreter. Ferner gehören ihm der Weinbauminister von Rheinland-Pfalz und der Bundesminister für Landwirtschaft (bzw. der Stellvertreter) an.
Mit beratender Stimme gehörten dem Verwaltungsrat maximal drei auswärtige Wissenschaftler an, die von der Deutschen Forschungsgemeinschaft vorgeschlagen und – nach Anhörung des Direktoriums – vom Verwaltungsrat bestellt werden. Außerdem hat der Direktor der Forschungsanstalt beratende Stimme.

### Kuratorium
Das Kuratorium der Forschungsanstalt hatte die Aufgabe, die Entwicklung und den perspektivischen Ausbau der Forschungsanstalt zu initiieren und zu fördern. Dazu kann das Kuratorium Empfehlungen abgeben und beratend tätig werden, insbesondere bei den Themengebieten Haushalt, Investitionsprogramme, Forschungsprogramme, Satzung der Forschungsanstalt.
Das Kuratorium setzte sich aus Vertretern der:
- zuständigen Landes- (Hessen, Rheinland-Pfalz) und Bundesministerien,
- zuständigen Ausschüsse auf Landes- und Kommunalebene,
- Fachverbände des Gartenbaus und der Landschaftsarchitektur,
- Fachverbände des Weinbaus und der Getränketechnologie,
- Universitäten Mainz und Gießen sowie der Hochschule RheinMain,
- Gesellschaft zur Förderung der Forschungsanstalt Geisenheim (GFFG),
- Vereinigung Ehemaliger Geisenheimer – Geisenheim Alumni Association e. V.
- sowie dem Vorsitzende des Personalrats der Forschungsanstalt und dem Direktor der Forschungsanstalt

zusammen. Zur gezielten Sacharbeit kann das Kuratorium Fachausschüsse benennen.

### Wissenschaftlicher Beirat
Der Wissenschaftliche Beirat wurde 2007 gegründet. Er bestand aus acht international renommierten Wissenschaftlern und Experten des Wein- und Gartenbaus, die aus Deutschland, Frankreich, Italien und der Schweiz kommen. Ein Vertreter des Hessischen Ministeriums für Wissenschaft und Kunst gehört ebenfalls dem Gremium an.
Hauptaufgabe des Wissenschaftlichen Beirats war die Beratung der Forschungsanstalt in allen Forschungsbelangen. So überprüft das Gremium aktuelle Forschungsprogramme auf deren Inhalte und generell die Ausführbarkeit von Forschungsvorhaben. Dabei arbeitet der Beirat eng mit dem Verwaltungsrat der Forschungsanstalt Geisenheim zusammen.

## Forschungseinrichtungen

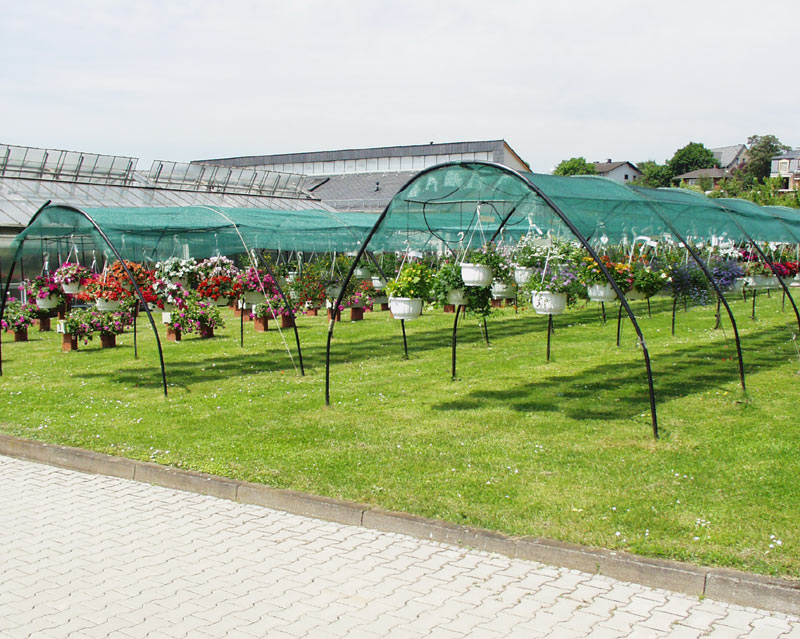
Testung von Beet- und Balkonpflanzen im Fachgebiet Zierpflanzenbau

Neben dem administrativen Teil besteht die Forschungsanstalt aus 5 Instituten mit insgesamt 13 Fachgebieten, die sich unterschiedlichsten Bereichen der Forschung im Garten- und Weinbau widmen:
Institut für Weinbau und Rebenzüchtung
- Fachgebiet Rebenzüchtung und Rebenveredlung
- Fachgebiet Weinbau
- Fachgebiet Kellerwirtschaft

Institut für Oenologie und Getränkeforschung
- Fachgebiet Weinanalytik und Getränkeforschung
- Fachgebiet Mikrobiologie und Biochemie

Institut für Gartenbau
- Fachgebiet Gemüsebau
- Fachgebiet Obstbau
- Fachgebiet Zierpflanzenbau

Institut für Biologie
- Fachgebiet Botanik
- Fachgebiet Bodenkunde und Pflanzenernährung
- Fachgebiet Phytomedizin

Institut für Betriebswirtschaft und Technik
- Fachgebiet Betriebswirtschaft und Marktforschung
- Fachgebiet Technik

## Aktuelle Forschungsprojekte
Die Forschung lässt sich in drei übergeordnete Themenbereiche mit jeweils enger definierten Projekten unterteilen:
- Innere Qualität und Markt ausgewählter wein- und gartenbaulicher Produkte
- Zukunftsorientierte Technologien
- Umweltstress und nachhaltige Pflanzenproduktion

Jedes Fachgebiet hatte überdies noch eigene, in der Regel mehrjährige, Forschungsprojekte. Diese werden zum Teil auch interdisziplinär mit anderen Fachgebieten und externen Partnern bearbeitet (Detaillierte Beschreibungen von Forschungsschwerpunkten und -projekte sind auf der Homepage der Forschungsanstalt unter dem jeweiligen Fachgebiet zu finden):

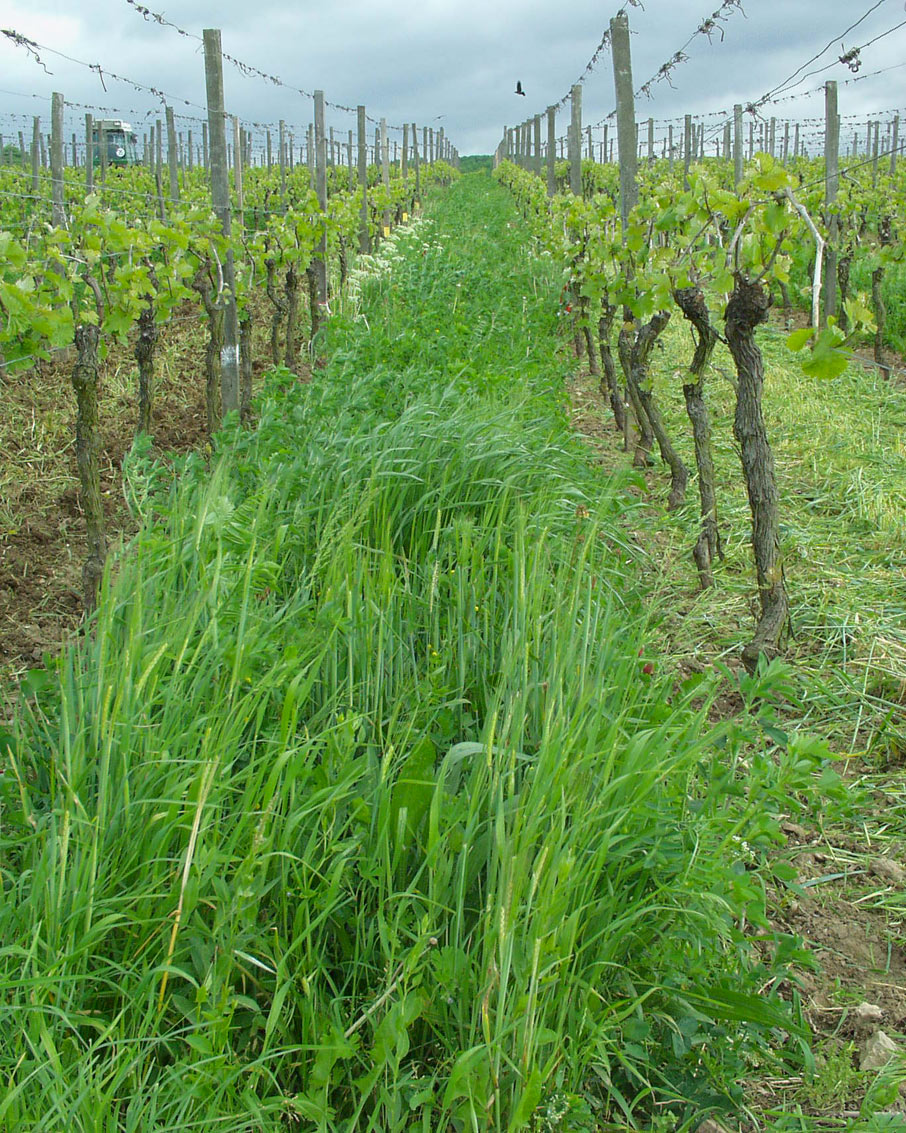
Begrünungsversuch im Rahmen des Forschungsthemas Ökologischer Weinbau in den Weinbergen des Fachgebiets Weinbau

Das Fachgebiet Weinbau arbeitete an einer Vielzahl aktueller Projekte. Eines der Forschungsprojekte in Zusammenarbeit mit deutschen, ungarischen und griechischen Partnern beschäftigt sich mit dem Komplex Umweltstress bei der Weinrebe und bei den Weintrauben. Stresssituationen wie Wassermangel, ansteigende UV-B-Strahlung oder bodennahe Ozonbelastung lassen nachhaltige Auswirkungen auf die Inhaltsstoffbildung und die Aromaausprägung bei den Trauben vermuten. Umweltparameter werden mittels modernster ökophysiologischer Messtechnik dokumentiert und Auswirkungen auf Photosynthese, Transpiration und wertgebender Inhaltsstoffbildungen untersucht. Weitere Forschungsbereiche sind die Klärung komplexer Fragen zur Inhaltsstoffbildung in der Traube oder die Erstellung von Modellen zur Ertragsbildung im Weinbau. Angewandte Forschung im Weinbau beschäftigt sich mit Fragen der praxisorientierten Weiterentwicklung umweltorientierter Bewirtschaftungssysteme im Weinbau („ökologischer Weinbau“) sowie der technologischen und ökologischen Effizienzsteigerung im Steillagenweinbau.
Das Fachgebiet Rebenzüchtung und Rebenveredlung widmete sich den eher klassischen Forschungsbereichen Kreuzungszüchtung und Klonselektion sowie Fragen zur Standortanpassung von Unterlagsreben in Deutschland. Bei letzterem Forschungsprojekt werden über 50 Versuchsanlagen in den deutschen Weinanbaugebieten betrieben wo neben deutschen Unterlagssorten auch ausländische Unterlagen eingesetzt und mit diesen verglichen werden. Im biotechnologischen Forschungsbereich arbeitet das Fachgebiet mittels RAPD-PCR an der Verfeinerung von Methoden zur Unterscheidung von Rebsorten („Genetischer Fingerabdruck“). Forschungsarbeiten im Bereich „Somatische Embryogenese“ dienen der Trennung von Chimären und der Entwicklung neuer Klone aus alten Rebsorten.
Das Fachgebiet Kellerwirtschaft arbeitete mit dem Fachgebiet Weinbau zusammen, mit dem es auch räumlich verbunden ist. Forschungsthemen sind zum Beispiel die Optimierung von önologischen Verfahren zur Steigerung der Weinqualität wie der Einfluss von Mostvorklärung auf die Weinqualität oder die Veränderung der primären Aromastoffe während der Traubenreife, der Traubenverarbeitung und der Weinlagerung. Ein weiterer großer Forschungsbereich ist die Rotweinbereitung. Eine führende Rolle hatte das Fachgebiet Kellerwirtschaft auch bei der Forschung im Bereich alternativer Weinflaschenverschlüsse wie Kunststoff, Schraub- oder Glasverschlüsse. Das „Geisenheimer Prüfsiegel“ als Qualitätssiegel für Korkhandelsfirmen ist ein Ergebnis jahrelanger Forschung und internationaler Akzeptanz der Arbeit im Fachgebiet.
Das Fachgebiet Weinanalytik und Getränkeforschung widmete sich in seiner Forschungstätigkeit sowohl dem Bereich Weinbau wie auch der Getränketechnologie und weist mit dem Getränketechnologischen Zentrum eine modern eingerichtete Forschungseinrichtung auf. Auch hier wurde, wie an anderen Fachgebieten, interdisziplinär am Thema wertgebende Inhaltsstoffe und sekundäre Pflanzenstoffe (oft auch als bioaktive Stoffe bezeichnet) gearbeitet. Beispielhaft hierfür kann die Farbstabilität von rotem Apfelsaft als innovativem Produkt genannt werden. Ein weiteres Themenfeld sind Getränkefehler bei Weinen und Säften wie die so genannten Weinkrankheiten oder Trübungen und Trubdepots bei Fruchtsäften.
Im Fachgebiet Mikrobiologie und Biochemie wurde ab der Gründung des Fachgebiets 1894 als „Geisenheimer Reinhefestation“ traditionell an und mit Hefen geforscht. Weitere Forschungsschwerpunkte sind beispielsweise Untersuchungen über gärungsbeeinflussende Faktoren sowie qualitätsfördernde und qualitätsmindernde Faktoren und Stoffe oder die Untersuchung von Stress-Reaktionen von Mikroorganismen (Stress-Response), der Aromenentwicklung durch Steuerung der Mikroflora sowie die Ursachen und Prävention von Korktönen. Für einen Teil der Forschungstätigkeit im gentechnischen Bereich steht dem Fachgebiet ein S1-Labor zur Verfügung. Das Fachgebiet beteiligt sich auch federführend für die Forschungsanstalt an einem aktuellen interdisziplinären EU-Projekt zur Herstellung von ökologisch produzierten Weinen. Primär geht es hier um die Überprüfung der Umsetzbarkeit der erzielten beziehungsweise zu erzielenden Forschungsergebnisse in die alltägliche Praxis der Weinherstellung in diesem Anbaubereich.

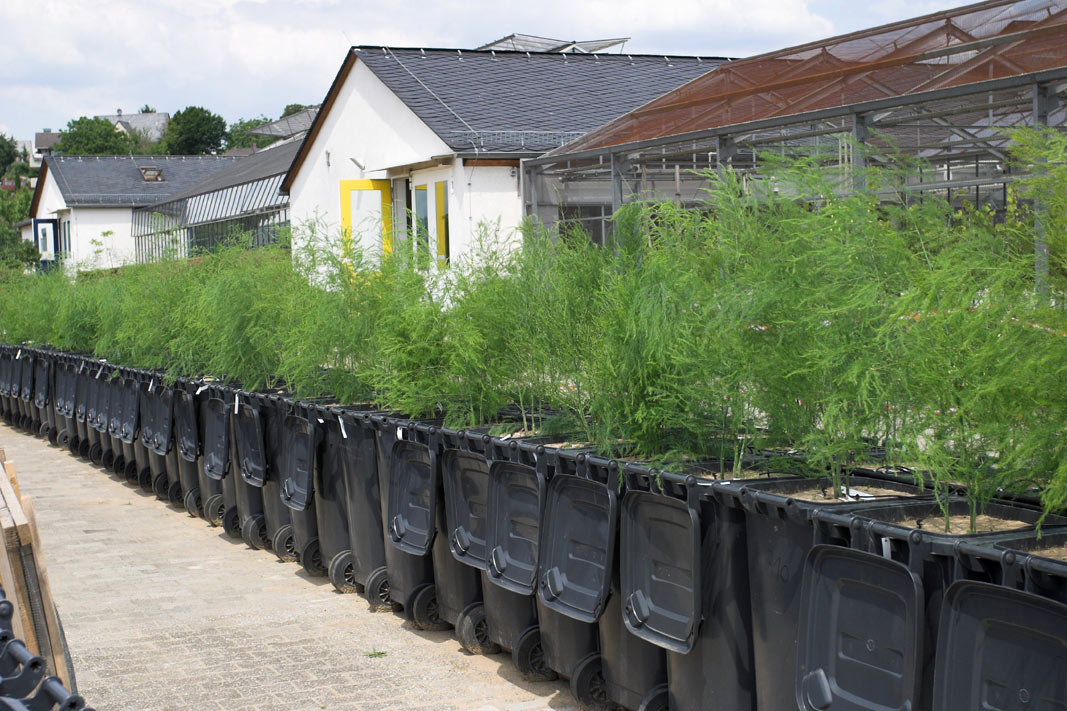
Spargelversuch im Fachgebiet Gemüsebau

Am Institut für Gartenbau arbeitete das Fachgebiet Gemüsebau an zwei großen Forschungskomplexen: Spargel und Wasser. Beim Spargelanbau wird an Fragestellungen zur Dynamik des Nährstoff- und Wasserhaushaltes, Ursachen von Ertragsminderungen sowie Ursachen für äußere und innere Qualitätsmängel geforscht. Ergebnisse aller Teilbereiche der Spargelforschung fließen in eine Modellierung des Spargelwachstums ein. Beim Forschungskomplex Wasser ging es vor allem um die Themenbereiche Wasserhaushalt, Bewässerungssteuerung und den gezielten Einsatz der Ressource Wasser.
Forschungsgebiete waren der Wasserbedarf sowie die Auswirkungen auf die Pflanzenqualität im Gewächshaus und im Freiland. Untersucht werden die Auswirkungen unterschiedlicher Bewässerungsniveaus auf Ertrag, Qualität und wertgebende Inhaltsstoffe oder die Wechselwirkungen zwischen Wasserhaushalt und Qualität.
Das Fachgebiet Obstbau befasste sich traditionell mit der Weiterentwicklung von Steinobst durch konventionelle Kombinationszüchtung. Neben der Züchtung neuer Ertragssorten steht mittlerweile auch die Forschungsarbeit in der Scharkaresistenzzüchtung bei Prunus domestica-Varietäten und der Feuerbrandresistenzzüchtung bei Kernobstvarietäten und -unterlagen im Vordergrund. Die konventionellen Züchtungsmethoden werden mittlerweile unterstützt durch Methoden der Molekulargenetik. So wird im Rahmen eines Forschungsprojekts an der Identifizierung des Gens beziehungsweise des Genkomplexes für das Columnarwachstum (extremer Säulenwuchs) von Apfelsorten geforscht. Als Grundlage dienen bereits kommerziell genutzte Apfelsorten der CATS-Gruppe. Im Rahmen des Themenschwerpunktes „Innere Qualität“ werden in Kooperation mit anderen Fachgebieten pflanzliche Sekundärstoffe im Steinobst und Schwarzer Johannisbeeren erforscht. Unter den zweiten Themenbereich der Forschung, „Umweltstress und nachhaltige Pflanzenproduktion“, fällt die Forschungsarbeit an dem Wasser- und Stickstoffmanagement bei Roter Johannisbeeren (Einfluss auf das vegetative Wachstum, den Ertrag und die Qualität der Früchte sowie der vorzeitigen Alterung) sowie der Einfluss von Strahlung und Temperatur auf die Vitalität von Schwarzen Johannisbeeren. Weitere Forschungsarbeit leistet das Fachgebiet bei den Bundesleistungsversuchen „Schorfresistente Apfelsorten“, „Neue Birnenunterlagen“ und dem EU-Forschungsprojekt COST 836: „Euroberry Research: From Genomics to Sustainable Production, Quality and Health“.

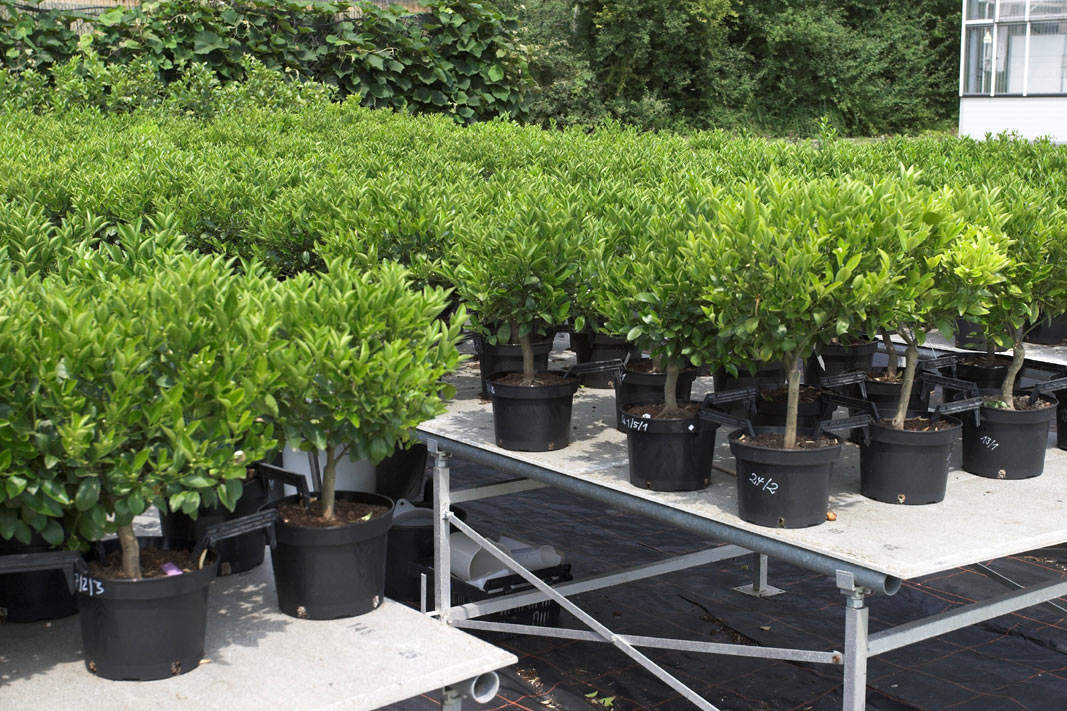
Düngungsversuch bei Citruspflanzen im Fachgebiet Zierpflanzenbau

Auf drei Forschungsschwerpunkte konzentrierte sich die Arbeit des Fachgebiets Zierpflanzenbau: Bei der Inneren Qualität von Zierpflanzen geht es vor allem um die Entwicklung von Haltbarkeitsprognosen für Schnittblumen durch Stresstests und Messungen von Parametern des Wasser- und Kohlenhydrathaushaltes wie beispielsweise die Wasserstress-Toleranz verschiedener Rosen-Genotypen. Auch die Quantifizierung haltbarkeitsrelevanter Produktionsfaktoren wie Genotyp, Standweite, Klimabedingungen sowie Ernährung und Nacherntebehandlung werden untersucht. Im Forschungsbereich „Urbane Pflanzenkultur“ wird die Sauerstoffversorgung im Wurzelbereich unterschiedlicher Begrünungssysteme (Erdsubstrat, Seramis, Blähton) untersucht. Ein weiteres Thema dieses Forschungsschwerpunktes ist der Ersatz von Torf durch Rohstoffe aus dem Recyclingbereich (Spanplatten, Sägemehl) oder durch nachwachsende Rohstoffe (Öllein, Hanf). Dritter Schwerpunkt ist das Umpflanzverhalten von Ziergehölzen und die Einflüsse kulturtechnischer Maßnahmen aus den Bereichen Bewässerung, Düngung, Ernte auf diese.

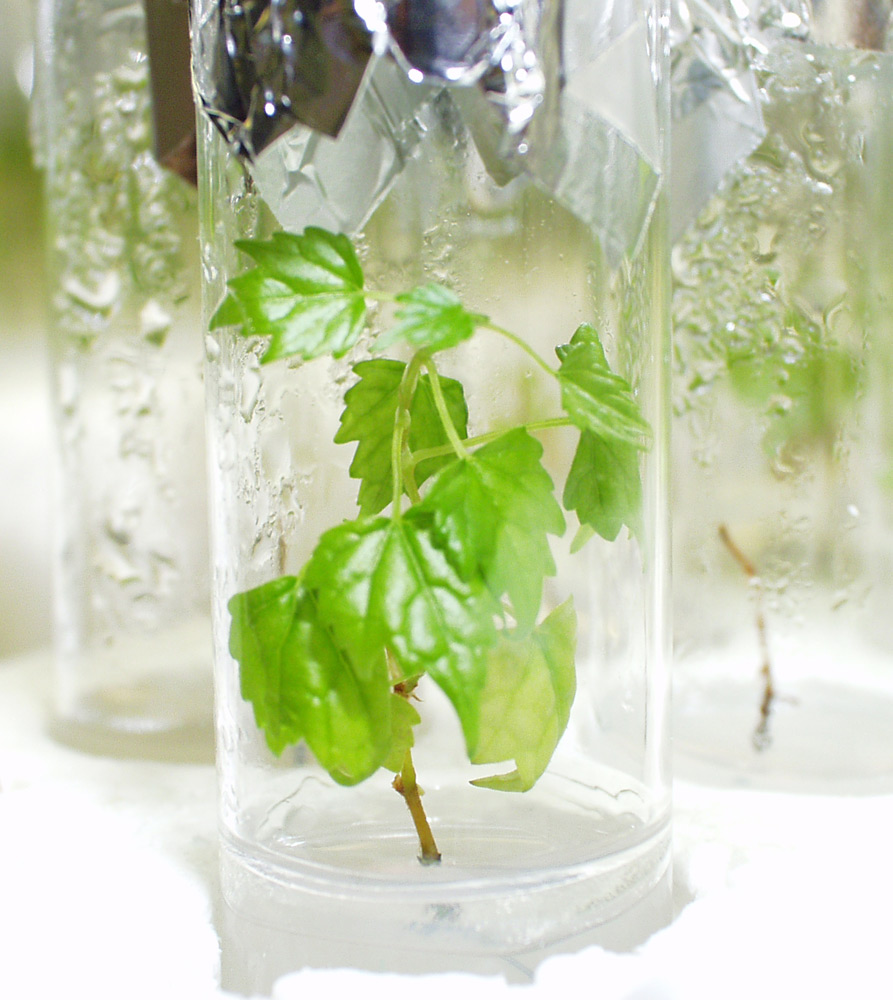
In-vitro-Kultur von Vitis (Weinrebe), Fachgebiet Botanik

Interdisziplinär arbeitete das Institut für Biologie der Forschungsanstalt Geisenheim. Das Fachgebiet Botanik beschäftigt sich mit Untersuchungen zur Reblausresistenz, den zellulären Mechanismen und der Molekularbiologie der Hypersensitivitätsreaktionen in diesem Bereich. Die Entwicklung von Transformationssystemen für die Züchtung resistenter Sorten ist dabei das Forschungsziel. Weitere Forschungsgebiete sind die Analyse von Komponenten der zellspezifischen Regenerations- und Transformationskompetenz in vitro kultivierter Pflanzengewebe oder die molekularbiologische Analytik zur Sorten- und Klon-Typisierung im Rahmen der Züchtung gartenbaulicher Kulturpflanzen und der Weinrebe. Für die Arbeiten im molekularbiologischen Bereich steht ebenfalls ein S1-Labor und -Gewächshausbereich zur Verfügung. Mit Hilfe der Flow Cytometry wird im pflanzlichen Bereich an Ploidiegrad- und Zellzyklusanalysen zur Charakterisierung von konventionellem und in vitro-Züchtungsmaterial gearbeitet. Wissenschaftler des Fachgebiets sind an mehreren EU-Forschungsprojekten (teils führend) beteiligt so beispielsweise am Projekt COST 843: „Quality Enhancement of Plant Production Through Tissue Culture“.
Das Fachgebiet Bodenkunde und Pflanzenernährung arbeitete hauptsächlich im Bereich Weinbau. Hier wird zum Beispiel an der Ermittlung des Einflusses der Wasser- und Stickstoffversorgung und weinbaulicher Maßnahmen auf die Aromenbildung der Reben geforscht. Im Fachgebiet wurde im Gartenbau seit fast 50 Jahren kontinuierlich im Bereich AZERCA (Azaleen, Ericen und Camelien) geforscht. Dieser Forschungsschwerpunkt wurde allerdings in den letzten Jahren zugunsten anderer Forschungsprojekte deutlich reduziert.
Vielfältig sind die Forschungsbereiche im Fachgebiet Phytomedizin. Allgemein wird in garten- und weinbaulichen Forschungsprojekten an folgenden Themen gearbeitet: Optimierung der Rhizo- und Phyllosphärenmikroflora, Entwicklung umweltfreundlicher Pflanzenschutzmaßnahmen, Prognose von Krankheits- und Schädlingsaufkommen sowie der Risikominimierung bei geschlossenen Bewässerungssystemen.
Auch im Fachgebiet Betriebswirtschaft und Marktforschung erstrecken sich die Forschungsthemen sowohl auf den garten- und auf den weinbaulichen Bereich. Forschungsthemen sind hier beispielsweise Untersuchungen zum Verbraucherverhalten, zur Marktentwicklung und zu Marktstrukturen, Unternehmens- und Erfolgsanalysen oder die Analyse von Marketinginstrumenten in den jeweiligen Branchen.
Gleichermaßen war die Forschung im Fachgebiet Technik gehandhabt. Forschungsthemen waren beispielsweise die verfahrenstechnischen Entwicklungen für die Pflanzenbewässerung und -düngung unter Glas oder die Verbesserung der Bewirtschaftung von Weinbau-Steillagen.

## Lehre und Studium in Geisenheim

### Der Lehrbetrieb an der Forschungsanstalt (1872–1971)

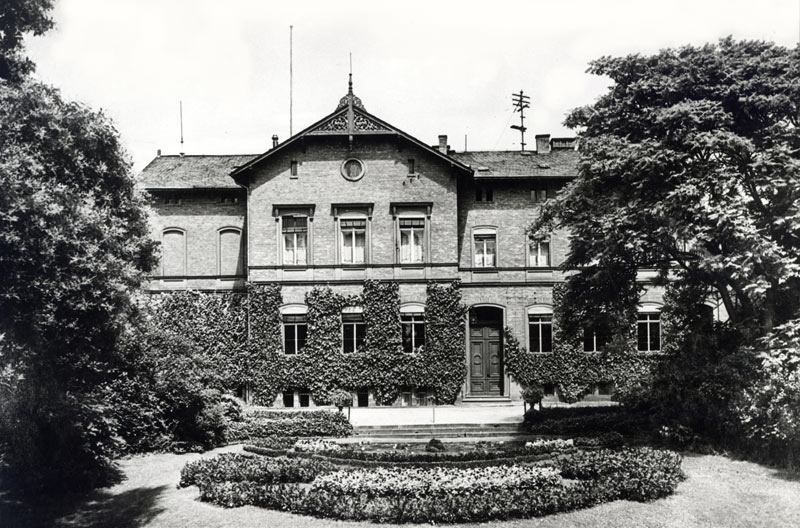
Zentrales Verwaltungsgebäude der Forschungsanstalt, aufgenommen vor dem Ersten Weltkrieg

Bereits im Gründungsstatut der Forschungsanstalt wurde der Lehrbetrieb geregelt. Im Gründungsjahr 1872 konnten sechs Studenten, die so genannten „Eleven“ begrüßt werden. Angeboten wurde ein „Höherer Lehrgang“ mit vier bis sechs Semester für Gymnasiasten und Realschüler sowie ein „Praktischer Lehrgang“ über zwei Semester für Schüler der praktischen Gärtnerei. Von Anfang an angeboten wurden auch Kurzlehrgänge für Hospitanten, das heißt Fortbildungskurse für im Beruf Stehende wie zum Beispiel Lehrer, Baumwärter und andere.
Der Lehrplan des „Höheren Lehrganges“ war sehr umfangreich. Er umfasste als Grundlage die mathematisch-naturwissenschaftlichen Fächer, dazu Hauptfächer wie zum Beispiel Allgemeiner Pflanzenbau, Obstkultur, Obsttreiberei, Weinbau, Rebkultur, Traubenkenntnis, Gemüsebau, Landschaftsgärtnerei oder Planzeichnen. Als Nebenfächer werden Gärtnerische Buchführung, Bienenzucht und Seidenbau genannt.
Die für Forschungszwecke gebauten und genutzten Anlagen wurden selbstverständlich auch für den Lehrbetrieb genutzt. Zur Verfügung standen hier unter anderem Baum- und Rebschulen, Muttergärten, Weinberge, ein Obstpark, die Formschule, Treibhäuser sowie Bibliothek und Geräte- und Modellsammlung. Dazu kamen einige Jahre später u. a. eine Pflanzenphysiologische Versuchsanstalt (Wirkungsstätte von Müller-Thurgau, ein Schüler von Julius Sachs), ein Oenochemisches Laboratorium, eine Meteorologische Versuchsstation II. Ordnung, eine Obstverwertungsstation sowie ein Weintreibhaus hinzu.
In den letzten Jahrzehnten des 19. Jahrhunderts hatte die Forschungsanstalt im Durchschnitt 50 Hörer, davon 20 im höheren zweijährigen Lehrbetrieb. Bis zum Ersten Weltkrieg wurde der Lehrbetrieb mehrmals umstrukturiert und ausgebaut. 1912 wurden folgende Lehrgänge angeboten: Weinbau, Obstbau, Obst- und Gartenbau und Gartenkunst. Die Anzahl der „Eleven“ betrug zu dieser Zeit bereits 90 Studenten.
Bereits 1894 gründete sich die „Vereinigung Ehemaliger Geisenheimer“ (VEG) die damit eine der ältesten Alumnivereinigungen in Deutschland ist. Schon zu Anfang des 20. Jahrhunderts wurden die ersten Fachkongresse durch die VEG durchgeführt. Die Vereinigung Ehemaliger Geisenheimer – Geisenheim Alumni Association zählt derzeit mehr als 2.000 Mitglieder weltweit und bringt sich seit ihrer Gründung intensiv in die Forschungs- und Lehrgeschichte Geisenheims mit ein.

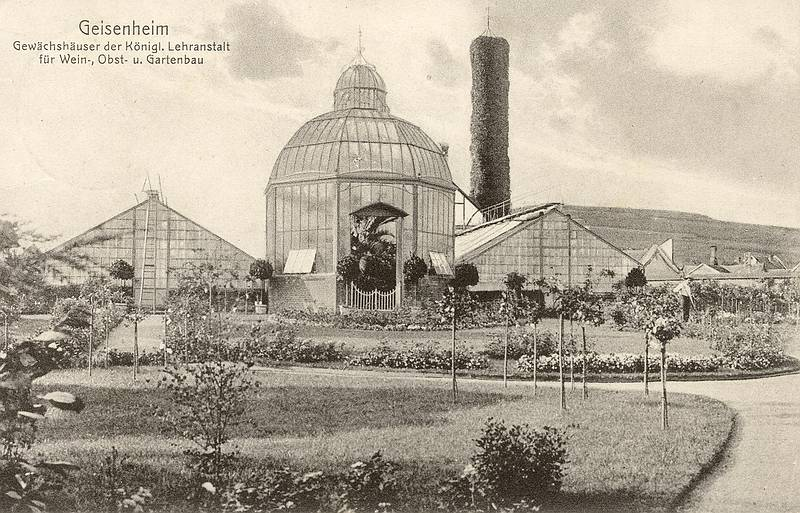
Historische Postkarte (Anfang des 20. Jahrhunderts) mit den Gewächshausanlagen der Forschungsanstalt

Im Ersten Weltkrieg kam der Lehrbetrieb zum Erliegen und wurde 1919 mit 14 Eleven wieder aufgenommen. Im Zuge weiterer Umstrukturierungen wurden 1920 aus den „Eleven“ „Hörer“ mit dem Abschluss „Staatlich geprüfter Techniker“. Zum 50-jährigen Jubiläum der Forschungsanstalt 1922 konnte man wieder auf einen geordneten Lehrbetrieb schauen und auf insgesamt 2.765 Hörer (Studenten) und 10.625 „Kursisten“ aus der Praxis (Teilnehmer der zweijährigen Praktischen Lehrgänge) zurückblicken.
Weitere Entwicklungen des Lehrbetriebes in Geisenheim zeigten die Anpassungsfähigkeit aber auch den Bedarf aus der Garten- und Weinbaupraxis. Eine zweite staatliche Fachprüfung führte Absolventen des höheren Geisenheimer Lehrbetriebes zum Titel „Staatlich diplomierter Garten-, Obst- oder Weinbauinspektor“. Ein in den 1920er Jahren eingeführtes fünftes Semester sorgte für die Lehrbefähigung und die Ausbildung von Fachlehrer im Garten-, Obst- und Weinbau.
In der Zeit des Nationalsozialismus wurde die Forschung in Geisenheim weit stärker gewichtet als die Lehre. Auch die Forschungsanstalt Geisenheim sollte ihren (Forschungs-)Beitrag zur autarken Nahrungsmittelversorgung des Reiches leisten. 1934 erfolgte die Umbenennung der Forschungsanstalt in „Versuchs- und Forschungsanstalt“, verschiedene Lehrangebote wurden eingestellt oder liefen aus.
Es gab zudem Bestrebungen des damaligen Leiters der Forschungsanstalt, Carl Friedrich Rudloff (1899–1962), Forschung und Lehre dauerhaft zu trennen und die Lehre in Geisenheim auszulagern. Dies wurde von Ehemaligen allerdings entschieden abgelehnt. Ab 1943 war endgültig klar, dass die „Höhere Gartenbauschule“ in Geisenheim weiter bestehen bleiben sollte.
Mitte 1941 kam der Lehrbetrieb in Geisenheim allerdings kriegsbedingt zum Erliegen. Aus dem Zweiten Weltkrieg ging die Forschungsanstalt mit nicht unerheblichen Zerstörungen in die Nachkriegszeit. Auch kamen Mitarbeiter der Forschungsanstalt ums Leben. Auf den Versuchsflächen musste bereits während des Krieges Gemüse zur Ernährung der Bevölkerung angebaut werden. 1946 kam die Forschungsanstalt zum Land Hessen. Der Lehrbetrieb wurde langsam wieder aufgenommen: Am 1. April 1946 fingen 80 Hörer mit ihrem Studium an. Studienrichtungen waren: Weinbau und Kellerwirtschaft, Obstbau und Gemüsebau, Zierpflanzenbau und Gemüsebau sowie Gartengestaltung. Die Zahl der Hörer stieg in der Nachkriegszeit wieder schnell an, von 1951 bis 1957 wurden sogar Aufnahmeprüfungen für Hörer durchgeführt. Von 1946 bis 1961 verließen 858 Absolventen die Forschungsanstalt, davon gehörten 28 % der Fachrichtung Weinbau an, 23 % der Fachrichtung Obst- und Gemüsebau, 20 % der Fachrichtung Zierpflanzenbau und Gemüsebau sowie 29 % der Fachrichtung Gartengestaltung. 1960 wurde das sechssemestrige Studium in Geisenheim eingeführt, Geisenheim wurde somit zur Ingenieurschule. Damit einhergehend wurde nach 90 Jahren die Technikerausbildung abgeschafft. 1968 wurde eine neue Fachrichtung in Geisenheim eingeführt, die „Getränketechnologie“.
Nach längerer Diskussion im Vorfeld wurde Ende der 1960er Jahre die Gründung der Fachhochschulen vorbereitet, die eine Überführung der Ingenieurschulen in den Hochschulbereich ermöglichte. Die Ingenieurschule Geisenheim sollte zur neu zu gründenden Fachhochschule Wiesbaden kommen; die Einrichtung von zwei Fachbereichen, Weinbau und Getränketechnologie sowie Gartenbau und Landespflege, waren vorgesehen. Am 1. August 1971 war die Neugründung letztendlich vollzogen und der Lehrbetrieb in Geisenheim ging auf die Fachhochschule Wiesbaden über.

### Studium an der Fachhochschule Wiesbaden – Studienort Geisenheim (ab 1971)
1970 hatte die Ingenieurschule in Geisenheim bereits 430 Studierende und war bundesweit ein renommierter Studienort für die Berufsbereiche Garten- und Weinbau sowie Gartenarchitektur. Mit Verabschiedung des Fachhochschulgesetzes am 9. Juli 1970 und dessen Inkrafttreten am 1. August 1971 wurde die Fachhochschule Wiesbaden gegründet. Die Ingenieurschule Geisenheim ging dabei in den neu gegründeten Fachbereichen Gartenbau und Landespflege sowie Weinbau und Getränketechnologie der FH Wiesbaden auf. In den beiden Fachbereichen wurden nun die Studiengänge Gartenbau, Weinbau, Landespflege sowie Getränketechnologie angeboten, der neu vergebene Abschluss lautete Diplom-Ingenieur (FH).

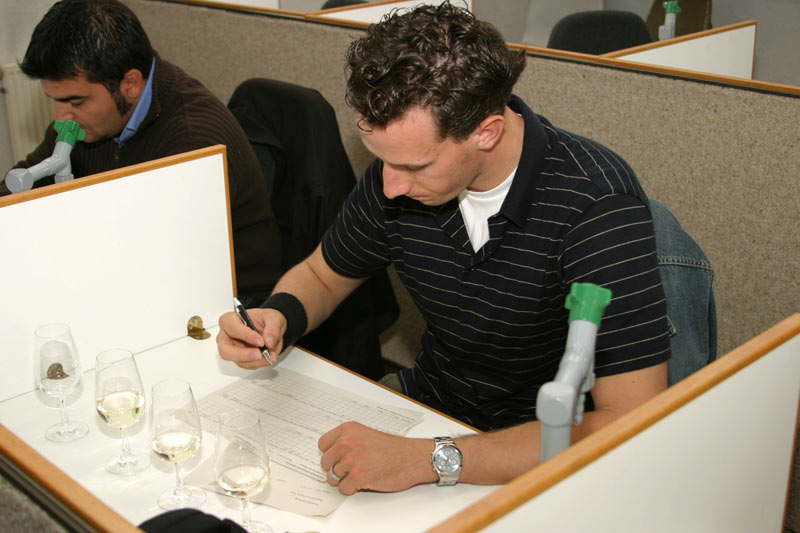
Weinbaustudenten bei einem Weinbeurteilungsseminar

Durch die Gründung der Fachhochschule Wiesbaden wurde in Geisenheim nach fast 100 Jahren Forschung und Lehre institutionell getrennt.
Allerdings arbeiteten von Anfang an beide Institutionen eng zusammen. So wurden in der Lehre neben reinen Fachhochschulprofessoren auch Wissenschaftler der Forschungsanstalt integriert. Die leitenden Wissenschaftler der Fachgebiete sind bis heute zu 50 % Professoren der Fachhochschule mit entsprechender Lehrverpflichtung in ihrem jeweiligen Fachgebiet. Auch die weiteren Wissenschaftler der Forschungsanstalt sind mehr oder weniger in die Lehre eingebunden.
In den nächsten Jahrzehnten stieg die Zahl der Studierenden in Geisenheim kontinuierlich an. Die Studien- und Prüfungsordnungen wurden mehrfach den aktuellen Erfordernissen angepasst. Große Veränderungen folgten dann erst wieder zum Ende des 20. Jahrhunderts als, beginnend durch die Bologna-Erklärung 1999, auch in Geisenheim über die Einführung der konsekutiv gestuften Studiengänge Bachelor und Master nachgedacht wurde. Ab 2003 wurden die ersten Diplom-Studiengänge in Bachelor-Studiengänge umgewandelt sowie, darauf aufbauend, die ersten Master-Studiengänge akkreditiert. Mit der letzten Umstellung des Diplom-Studiengangs Weinbau und Getränketechnologie auf einen Bachelor-Studiengang wurde der Umstellungsprozess zum Wintersemester 2007/2008 abgeschlossen. 2009 wurde dieser neuen Studienstruktur auch namentlich Rechnung getragen und die Fachhochschule Wiesbaden in Hochschule RheinMain umbenannt.
Seit dem 1. Januar 2013 besteht die unabhängige Hochschule Geisenheim University.

### Der Fachbereich Geisenheim (ab 2005)
Seit März 2005 sind die beiden Fachbereiche Weinbau und Getränketechnologie sowie Gartenbau und Landschaftsarchitektur fusioniert und bilden zusammen mit weiterem Lehrpersonal der FH Wiesbaden (EDV, Mathematik, Physik, Chemie) den Fachbereich Geisenheim. Einhergehend mit dieser Konzentrierung ist die stufenweise Umstellung des Studienangebotes von Diplomabschlüssen zu Bachelor- und Masterabschlüssen im Wintersemester 2007/2008 abgeschlossen.

## Internationale Kooperation
Seit der Tätigkeit von Hermann Müller Ende des 19. Jahrhunderts besteht eine traditionell enge Verbindung und Kooperation mit der Eidgenössischen Forschungsanstalt für Obst-, Wein- und Gartenbau in Wädenswil (Schweiz). Ebenfalls in der Schweiz, in Changins, befindet sich die École d’ingénieurs de Changins; beide Anstalten sind heute mit dem Agroscope verpartnert. Ein weiterer wichtiger Partner in Europa ist die Bundesanstalt für Wein- und Obstbau in Klosterneuburg (Österreich). Mit den traditionellen Weinanbauländern Frankreich, Italien kooperiert die Forschungsanstalt insbesondere bei den Forschungsgebieten Weinbau und Kellerwirtschaft. Hier sind das Istituto Sperimentale di Viticoltura in Conegliano (Italien), die „Fondazione Edmund Mach“ -Istituto Agrario di San Michele all' Adige (Italien) und die Universitäten in Montpellier und Bordeaux (Frankreich) zu nennen. Forschungspartner in Ungarn sind die dortigen Forschungsanstalten Kecskemét und Eger.
In Griechenland arbeitet die Universität Thessaloniki mit der Forschungsanstalt in Fragen der Weinbauforschung zusammen.
Internationale Forschungspartner sind die zum Beispiel das Rajamangala Institute of Technology (Thailand), die Charles Sturt University in Wagga-Wagga (Australien), die CCS Haryana Agricultural University, Hisar (Indien), die Weinbauversuchsstation in Nijtvoorby sowie die Universität Stellenbosch (Südafrika) und die Cornell University, New York (USA).
Neben Universitäten und Forschungseinrichtungen fanden auch mit staatlichen und nichtstaatlichen Vereinigungen und Institutionen eine Zusammenarbeit bei Projekten des Garten- und Weinbaus in unterschiedlichster Form statt.

## Institutionen der Forschungsanstalt Geisenheim

### Weingut der Forschungsanstalt Geisenheim

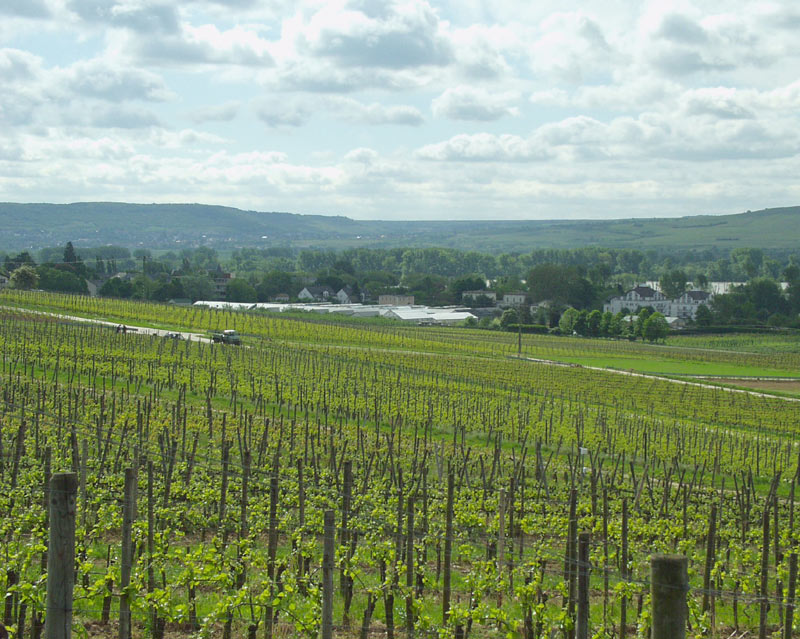
Blick über die Lage „Geisenheimer Fuchsberg“

Die Forschungsanstalt unterhält ein eigenes Weingut mit 23 ha Ertragsrebfläche, das seit 1995 dem Verband Deutscher Prädikatsweingüter (VDP) angehört und dessen Produkte regelmäßig nationale und internationale Auszeichnungen verliehen bekommen. Aufgrund der Versuchsarbeit in den Fachgebieten Weinbau und Kellerwirtschaft wird hier ein typisches Sortiment an Weinen, Sekten und Bränden angeboten. Schwerpunkt bildet der Riesling, vertreten sind auch Rebsorten aus Versuchsanlagen wie beispielsweise Gamaret, Zweigelt, Frühburgunder oder Auxerrois.
Angebaut wurde in Geisenheimer und Rüdesheimer Lagen wie zum Beispiel Geisenheimer Fuchsberg, Geisenheimer Kläuserweg, Geisenheimer Rothenberg oder Geisenheimer Mäuerchen sowie Rüdesheimer Magdalenenkreuz und Rüdesheimer Klosterberg.

### Park der Forschungsanstalt
Der Park der Forschungsanstalt Geisenheim war in zwei Teile gegliedert. Es gibt die insgesamt 3 ha großen Parkanlagen rund um die Hauptgebäude der Forschungsanstalt sowie die 3,6 ha großen Parkanlage rund um die Villa Monrepos. Vor allem erstere weisen eine Vielzahl seltener Bäume und Sträucher auf, darunter ein Milchorangenbaum (Maclura pomifera) sowie ein Exemplar des Taschentuchbaums (Davidia involucrata var. vilmoriniana). Weitere Raritäten sind der Zoeschener Ahorn (Acer × zoeschense), der Davids-Ahorn (Acer davidii), die Engelmanns-Buche (Fagus engelmannii), Lotus-Pflaume (Diospyros lotus), ein männliches und ein weibliches Exemplar des Ginkgos (Ginkgo biloba), die Geschlitztblättrige Walnuss (Juglans regia ‘Laciniata’), die Orangenkirsche (Idesia polycarpa), die Geschlitztblättrige Kastanie (Aesculus hippocastanum 'Laciniata'), der Geweihbaum (Gymnocladus dioica), der Guttaperchabaum (Eucommia ulmoides) und die Weihrauchzedern-Art Calocedrus decurrens.
Viele der gepflanzten Bäume sind über 100 Jahre alt. Die Parkanlagen rund um das Monrepos wurden von den Gebrüder Siesmayer, die unter anderem auch den Palmengarten Frankfurt gestalteten, geplant. Sie waren zur Zeit ihrer Entstehung und bis weit in das 20. Jahrhundert hinein vor allem für ihre Formobstgehölze und Blumenrabatten berühmt.

### Hauptbibliothek
1872 wurde mit der Gründung der Forschungsanstalt Geisenheim auch eine Bibliothek eingerichtet. Die Hauptbibliothek weist zusammen mit den 17 Fachbibliotheken der Fachgebiete einen Gesamtbestand von insgesamt zirka 120.000 Bänden auf. 1969 wurde die Bibliothek der Gesellschaft für Geschichte des Weines e. V. in den Bestand der Hauptbibliothek integriert, 1990 wurde die Hauptbibliothek der Forschungsanstalt Geisenheim in das „Handbuch der historischen Buchbestände in Deutschland“ aufgenommen. In der Hauptbibliothek finden sich auch die Jahresberichte der Forschungsanstalt Geisenheim.

## Persönlichkeiten der Forschungsanstalt

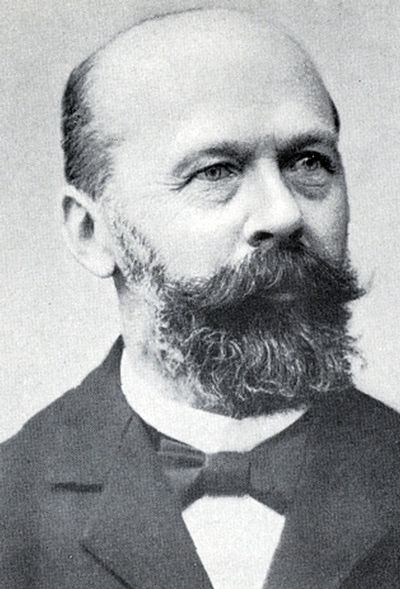
Hermann Müller

Verschiedene international bekannte Wissenschaftler haben an der Forschungsanstalt gearbeitet, beispielsweise Hermann Müller-Thurgau (1850–1927), der Leiter der Pflanzenphysiologischen Station der Forschungsanstalt. Er war Gründer der Eidgenössischen Forschungsanstalt für Obst-, Wein- und Gartenbau in Wädenswil/Schweiz und züchtete in Geisenheim 1882 die Müller-Thurgau-Rebe, die erfolgreichste Reb-Neuzüchtung weltweit. Heinrich Birk war als erfolgreicher Rebzüchter bekannter Rebsorten wie zum Beispiel Ehrenfelser vor und nach dem Zweiten Weltkrieg in Geisenheim tätig.
Sein Nachfolger, Helmut Becker (1927–1990), leitete von 1964 bis 1990 das Institut für Rebenzüchtung an der Forschungsanstalt Geisenheim. Er war Dozent für Rebzüchtung und Rebveredlung und besaß eine weltweite Reputation. Gerhard Troost (1906–1999) studierte 1929 Weinbau in Geisenheim und war danach langjähriger Mitarbeiter und Professor an der Forschungsanstalt in Geisenheim. Er baute das Institut für Kellerwirtschaft und Getränketechnologie auf und führte in Geisenheim den Studiengang Getränketechnologie ein. Troost war Autor der wissenschaftlichen Standardwerke Technologie des Weines, das mittlerweile in sechster Auflage erscheint, und Sekt, Schaumwein, Perlwein.
Julius Koch (1912–1991) wurde 1949 zum Leiter und ab 1951 zum Institutsvorstand und Professor des Instituts für Gemüse- und Früchteverwertung der Forschungsanstalt berufen, dem er bis 1959 vorstand. Er organisierte den Wiederaufbau des Instituts und erwarb sich große Verdienste um die Ausbildung des Nachwuchses und der Schulung von Betriebsleitern in eigenen Lehrgängen. Er vermittelte den Fruchtsaftherstellern die neuesten Technologien der Wein- und Fruchtsaftbereitung. Sein Ziel war die Steigerung der Qualität der Säfte und Stabilisierung der Getränke, das er vorwiegend durch den Einsatz physikalischer Methoden wie Warmfüllung, KZE-Verfahren und steriles Arbeiten beim Abfüllen erreichte. Julius Koch wurde international bekannt und war in verschiedenen Kommissionen tätig.
Gerd Däumel (1913–2011) wurde 1954 zum Institutsvorstand und 1960 zum Professor des Instituts für Garten- und Landschaftsgestaltung der Forschungsanstalt berufen, dem er bis 1978 vorstand. Eine wichtige Aufgabe in der Anfangszeit war neben dem Aufbau von Forschung und Lehre die Wiederherstellung und Neuplanung der die im Krieg völlig zerstörten Parkanlagen von Monrepos. Thema seiner Dissertation war die Geschichte der Landespflege („Über die Landesverschönerung“). So war es naheliegend, dass er zum 100-jährigen Jubiläum der Forschungsanstalt eine Arbeit mit dem Titel Geisenheim 1872–1972, Hundert Jahre Gartenbau und Landschaftspflege vorlegte.
Dieter Hennebo (1923–2007) gilt als Nestor des Lehrgebietes „Geschichte der Gartenkunst“ und der Gartendenkmalpflege in Deutschland. Seine ersten beruflichen Schritte auf diesem Gebiet unternahm er ab 1957 als Wissenschaftlicher Assistent an der Forschungsanstalt Geisenheim.
Julius Wortmann (1856–1925) gründete 1894 die erste Hefereinzuchtstation an der Lehr- und Forschungsanstalt.
Karl Kroemer (1871–1956) leitete die Pflanzenphysiologische Versuchsstation von 1903 bis 1935. Bereits 1904 gründete er an seiner Versuchsstation eine wissenschaftliche Abteilung für Rebenveredlung und widmete sich einer wissenschaftlich fundierten Rebensortenkunde.
Friedrich Schmitthenner (1876–1945) war ebenfalls Assistent an der Forschungsanstalt Geisenheim. Als Mitarbeiter von Karl Kroemer wurde er von den Bad Kreuznacher Seitz-Werken zur Entwicklung der Filtertechnik für Lebensmittel von der damaligen Preußischen Rebenveredlungsstation in Geisenheim abgeworben. Schmitthenner war auf dem Gebiete der Weinchemie bahnbrechend tätig; sein besonderes Verdienst ist die Entwicklung des ersten vorkonfektionierten Filters der EK (Entkeimungsfilterschicht). Durch die damit mögliche Kaltsterilfüllung wurde die Wein-Kellerwirtschaft und die Süßmostbereitung weltweit auf eine neue Grundlage gestellt.
Hugo Schanderl (1901–1975), gleichfalls Mitarbeiter von Karl Kroemer, wurde dessen Nachfolger. Er brachte die Taxonomie der Apikulatushefen auf den neuesten Stand der Systematik. Praktischen Nutzen zogen die Schüler der Lehranstalt durch seine Forschungen zur Spontangärung und Gärungsstörungen bei Wein und Sekt.
Norbert Becker (1937–2012), deutscher Agrarwissenschaftler auf dem Gebiet der Rebenzüchtung und weinbaulichen Standortkunde.
Peter-Jürgen Paschold (1946–2013), der „Spargelpapst“
Karl Wucherpfennig (1925–2017) Leiter des Institut für Obst- und Gemüseverwertung. Er wurde 2009 für seine Verdienste um die deutsche Wein- und Fruchtsaftforschung mit dem Verdienstkreuz 1. Klasse des Verdienstordens der Bundesrepublik Deutschland ausgezeichnet.
Vom 1. April 1903 ab wurde ein erweitertes Kuratorium für die Königliche Lehranstalt für Wein-, Obst- und Gartenbau in Geisenheim am Rhein geschaffen, zu dessen Vorsitzenden der Agrarfunktionär und Pomologe Traugott Mueller berufen wurde.

## Züchtungen der Forschungsanstalt
Aus der Züchtungsarbeit einzelner Fachgebiete heraus waren einige für den Obst- und Weinbau wichtige Sorten entstanden. Die mit Abstand bekannteste Geisenheimer Züchtung ist die weiße Rebsorte Müller-Thurgau, auch Rivaner genannt. Sie entstand bereits in den 1880er Jahren. Weitere anbaurelevante Geisenheimer Rebzüchtungen sind unter anderem Ehrenfelser, Saphira, Reichensteiner und Ehrenbreitsteiner. Ebenfalls von Bedeutung ist die in Geisenheim entstandene Unterlagsrebe „Börner“, die als einzige Rebunterlage resistent gegen Reblausbefall ist.
Im Obstbau ist die Walnuss-Sorte „Wunder von Monrepos“ ebenso im Anbau etabliert wie die Pflaumensorten der „TOP-Gruppe“. Eine weitere Neuzüchtung ist die 1994 entstandene Mirabellensorte Aprimira.
Auch in der Gemüsezüchtung wurde erfolgreiche Züchtungsarbeit betrieben. Die Tomaten-Sorte „Geisenheimer Frühtomate“ gelangte zwischen 1902 und 1904 in den Handel. Sie zeichnete sich insbesondere durch Frühtreife und hohen Fruchtertrag aus.